# Cladonia perforata
Cladonia perforata A. Evans (1952), è una specie di lichene appartenente alla famiglia Cladoniaceae,  dell'ordine Lecanorales.
Il nome proprio deriva dall'aggettivo latino perforatus, -a, -um, che significa perforato, che possiede fori, ad indicare l'aspetto visivo dei podezi.

## Descrizione
Il fotobionte è principalmente un'alga verde delle Trentepohlia.

## Distribuzione e habitat
La specie è stata rinvenuta nelle seguenti località:
- USA (Alabama, Florida)

La diffusione di questa specie in Florida è limitata all'ambiente di sabbie drenate di varia composizione.

## Tassonomia
Questa specie è di incerta attribuzione per quanto concerne la sezione di appartenenza: alcuni la ascrivono alla sezione Unciales, altri autori, per le sue caratteristiche chimiche  simili a quelle di C. capitellata e C. peltastica, la attribuiscono alla sezione Perviae.
A tutto il 2008 non sono state identificate forme, sottospecie e varietà.

## Conservazione
La Lista rossa IUCN classifica Cladonia perforata come specie in pericolo di estinzione (Endangered).